# 인도 전략군사령부
인도 전략군사령부는 인도의 전술 핵무기와 전략 핵무기를 담당하는 군부대이다. 육해공군의 중장이 사령관을 맡는다.

## 역사
2003년 1월 4일 창설되었다.

## 자산

### 지상형 미사일
- 프리트비 1호, SRBM, 사거리 150 km
- 프리트비 2호, SRBM, 사거리 350 km
- 프리트비 3호, SRBM, 사거리 600 km
- 아그니 1호, MRBM, 사거리 1250 km
- 아그니 2호, MRBM, 사거리 3000 km
- 아그니 3호, IRBM, 사거리 5000 km
- 아그니 4호, IRBM, 사거리 4000 km
- 아그니 5호, ICBM, 사거리 8000 km
- 아그니 6호, ICBM, 사거리 12000 km, 개발중
- 수르야 미사일, ICBM, 사거리 15000 km, 미확인

### 해상형 미사일
- 다뉴쉬 (유도탄), 사거리 350 km
- 사가리카 (유도탄), 사거리 700 km
- K-4 (유도탄), 사거리 3500 km

## 같이 보기
- 합동전